# Базиліка Сан-Лоренцо-фуорі-ле-Мура
Церква Святого Лаврентія за міською стіною (італ. Basilica di San Lorenzo fuori le mura) — одна із семи паломницьких церков Риму, що має титул малої базиліки.

## Історія
За переданням побудована спочатку як ораторій імператором Костянтином Великим. З 451, після Халкідонського собору, церква стала патріархальною базилікою латинського патріарха Єрусалима.
У 580-х папа Пелагій II переробив будівлю на місці поховання святого Лаврентія.
У XIII столітті папа Гонорій III прилаштував до стародавнього масштабніший романський храм.
З 1374 по 1847 в Сан-Лоренцо знову знаходилася кафедра латинських патріархів Єрусалиму.
У липні 1943 фасад церквии зруйнований під час союзницьких бомбардувань Риму; відновлювальні роботи тривали до 1949.

## Реліквії
Під балдахіном церкви та вівтарем знаходяться реліквії святих мучеників Стефана та Лаврентія.
У крипті церкви збереглися рідкісні ранньохристиянські саркофаги. Тут знаходяться надгробки пап Пія IX та Дамасія II і італійського прем'єр-міністра Альчіде де Гаспері.
Навколо храму знаходиться сучасне кладовище Кампо Верано.